# PGC 27776
UGC 5189A ist eine irreguläre Galaxie vom Hubble-Typ Irr im Sternbild Löwe. Sie ist rund 138 Millionen Lichtjahre von der Milchstraße entfernt.
Diese Galaxie wurde von Hubble beobachtet, um eine Supernovaexplosion im Jahr 2010, bekannt als SN 2010jl, zu untersuchen. Diese Supernova zeichnete sich durch eine außergewöhnlich hohe Leuchtkraft aus. Über einen Zeitraum von drei Jahren setzte SN 2010jl allein mindestens 2,5 Milliarden Mal mehr sichtbare Energie frei als unsere Sonne im gleichen Zeitraum bei allen Wellenlängen emittierte.